# Władysław Wężyk (podróżnik)

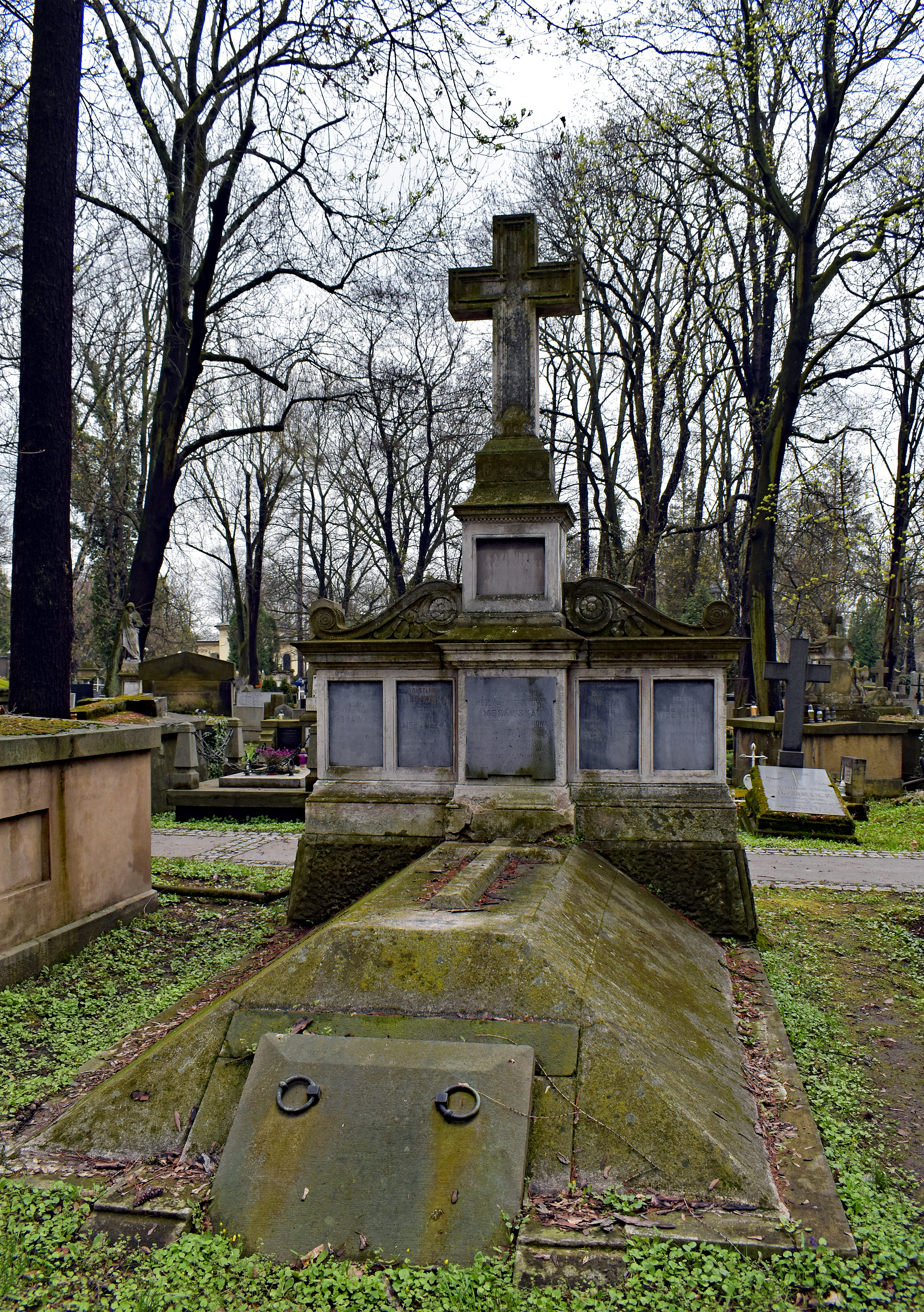
Grób Władysława Wężyka na cmentarzu Rakowickim

Władysław Wężyk (ur. 22 października 1816 w Toporowie, zm. 15 lutego 1848 w Brzozowie koło Pszczyny) – polski podróżnik i literat, uczestnik powstania listopadowego.
Był bratankiem Franciszka Wężyka.

## Biografia
Syn Ignacego, posła na Sejm Warszawski z okresu Księstwa Warszawskiego. W wieku 15 lat zaciągnął się do Gwardii Narodowej biorąc udział w powstaniu listopadowym. Od 1832 na emigracji, przez krótki czas przebywał w Londynie, a później w Paryżu. Do Polski wrócił pod koniec 1836 roku lub na początku 1837 i poświęcił się studiom filozoficznym, które przerwał przed wyjazdem na Bliski Wschód. W 1839 udał się do Berlina, gdzie słuchał wykładów Edwarda Gansa. Przyjaźnił się z Cyprianem Norwidem, z którym odbył podróż po Koronie w latach 1841–1842.
W 1846 Wężyk poślubił Felicję z Dembowskich z Dębowej Góry herbu Jelita. Małżonkowie osiedli w Brzozowie w Księstwie pszczyńskim i zajmowali się gospodarstwem. W 1847 roku urodziła się córka Helena Maria Wężyk. Zmarł w czasie epidemii tyfusu na Śląsku, zaraziwszy się od chorych, którymi zajmował się osobiście w założonym przez siebie szpitalu w oficynie swojego dworku. Pochowany został na cmentarzu Rakowickim w Krakowie, w grobowcu rodzinnym Morawskich, w kwaterze 24.

## Podróż na Bliski Wschód
Władysław Wężyk w kwietniu 1839 wyruszył na Bliski Wschód – zwiedził Egipt, Ziemię Świętą, Syrię, Turcję, a później również Grecję i Włochy. Po powrocie opublikował swoje Podróże po starożytnym świecie, które obecnie zalicza się do najciekawszych przykładów polskiej romantycznej literatury podróżniczej. Gros jego relacji dotyczy Egiptu, który odwiedził jako pierwszy. Opis innych miejsc, między innymi Grecji, autor opublikował jedynie we fragmentach.

## Literatura
- Wężyk Władysław, Podróże po starożytnym świecie, Czytelnik, Warszawa 1959
- Wężyk Władysław, Kronika rodzinna, Państwowy Instytut Wydawniczy, Warszawa 1987